# Lacanobia nevadae
Lacanobia nevadae là một loài bướm đêm trong họ Noctuidae.